# مارك بيسلي
مارك بيسلي (بالإنجليزية: Mark Beesley)‏ هو لاعب كرة قدم بريطاني في مركز الهجوم، ولد في 5 ديسمبر 1980 في Burscough ‏ في المملكة المتحدة. لعب مع بريستون نورث إيند وفليتوود تاون وفوريست غرين وكامبريدج يونايتد ونادي ألترينتشام ونادي بارسكو ونادي تشستر سيتي ونادي ساوثبورت ونادي هدنسفورد تاون ونادي هيرفورد ونادي يورك سيتي.

## وصلات خارجية
- مارك بيسلي على موقع قاعدة بيانات كرة القدم.إي يو (الإنجليزية)
- مارك بيسلي على موقع Soccerbase.com (لاعب) (الإنجليزية)